# Ralph Cudworth
Ralph Cudworth (født 1617, død 26. juni 1688) var en engelsk filosof.
Cudworth er den betydeligste repræsentant for den skole af platonikere, der levede og virkede i Cambridge, hvor Cudworth var professor. Han ville bekæmpe Hobbes, hvis filosofi førte til ateisme, forsvare naturretten og hævde menneskets frihed. Gud, som er uendelig såvel i magt som i erkendelse, og hvis væsen er det evige og uforanderlige gode, har frembragt og behersker hele universet, og allerede i den fysiske materies atomer hersker driften mod det gode som bestemmende kraft. De sædelige ideer er af Gud meddelt alt i naturen og er således mennesket medfødt; deres erkendelse beror på sjælens egen, indre kraft og skyldes ikke sansningens opfattelse af omverdenen. Medens Plethon ville fornye platonismen i dens hele renhed, søger Cudworth at tillempe den efter kristendommen og renæssancens naturret; det blev dog væsentlig kun den religionsfilosofiske side af sin lære, han nåede at få udarbejdet i sit hovedværk: The True Intellectual System of the Universe (1678, oversættelse på latin af Mosheim, 1733); efter hans død udgaves: Treatise concerning Eternal and Immutable Morality (1731, ligeledes oversat til latin af Mosheim).